# Мургузки хребет
Мургузкият хребет или Миапорски хребет (на арменски: Միափորի լեռնաշղթա; на руски: Мургузский (Миапорский) хребет) е планински хребет, част от системата на Малък Кавказ.
Простира се на 27 km от запад на изток в североизточната част на Армения, северно от долината на река Гетик, десен приток на Агстев (Акстафа), която е десен приток на Кура.
Максимална височина връх Мургуз 2993 m, (40°43′08″ с. ш. 45°15′30″ и. д. / 40.718889° с. ш. 45.258333° и. д.), издигащ се в средната му част. Изграден е от вулканогенни скали и пясъчници. От северните му склонове водят началото си реките Ахум и Тавуш (Таузчай) с десния си приток Хндзорут, десни притоци на Кура. Склоновете му до 2000 m на северозапад са покрити с иглолистни гори, северните и южните му склонове – с дъбови и букови гори, а най-високите му части са обезлесени.

## Топографска карта
- К-38-XХVІІІ М 1:200000[2]
- К-38-XХХІV М 1:200000[3]